# زائفة صفراء
زائفة صفراء (الاسم العلمي: Pseudomonas lutea) هي نوع من البكتيريا تتبع جنس الزائفة من فصيلة الزوائف.